# Простір свободи, безпеки та юстиції
Про́стір свобо́ди, безпе́ки та юсти́ції (ПСБЮ) — політична сфера, що стосується внутрішніх справ і міграції, правосуддя, а також основних прав, розроблена для подолання викликів внутрішній безпеці через побічні наслідки вільного пересування людей і товарів за відсутности прикордонного контролю чи митного контролю в межах Шенгенської зони, а також для захисту дотримання спільних європейських цінностей шляхом забезпечення дотримання основних прав людей у всій Європейській Унії (ЄУ).

## Сфера застосування
Протягом багатьох років ЄУ розвинула широку компетенцію у сфері внутрішніх справ і міграції, основних прав і правосуддя. Оскільки внутрішні кордони в ЄУ були скасовані, транскордонна поліцейська співпраця посилилася для протидії транскордонній злочинности. Деякі відомі проєкти, пов’язані з цією сферою – це Європейський ордер на арешт, Шенгенська зона та патрулі Frontex. Сфери, які охоплюються, включають гармонізацію міжнародного приватного права, домовленості про екстрадицію між державами-членами, політику контролю на внутрішніх і зовнішніх кордонах, спільну візову політику для подорожей, імміграційну політику та політику надання притулку, поліцейську та судову співпрацю.

### Внутрішні справи та міграція
Наприклад, ЄУ керує такими об’єктами, як Шенгенська інформаційна система, Візова інформаційна система, Загальноєвропейська система надання притулку, Європейська система інформації про подорожі та авторизації, Система в’їзду/виїзду, Eurodac, EUCARIS, Європейська інформаційна система судимостей, Європейський центр боротьби з кіберзлочинністю, FADO, PRADO та інші.

### Юстиція
Крім того, ЄУ прийняла нормативно-правові акти в таких сферах, як екстрадиція (наприклад, Європейський ордер на арешт), сімейне право, законодавство про надання притулку та кримінальне покарання (наприклад, Європейський наказ про розслідування).
Європейська комісія перерахувала сім правопорушень, які стають європейськими кримінальними правопорушеннями. Сім злочинів, оголошених комісією, це підробка банкнот і монет євро; шахрайство з кредитними картками та чеками; відмивання грошей; торгівля людьми; злом комп'ютера та вірусні атаки; корупція в приватному секторі; і забруднення моря. Можливими майбутніми європейськими кримінальними правопорушеннями є расова дискримінація та розпалювання расової ненависті; торгівля органами; та корупція під час укладання державних контрактів. Він також встановлює рівень покарання, наприклад тривалість ув'язнення, яке застосовуватиметься до кожного злочину.

### Основні права
Заборона дискримінації за статевою ознакою та національністю вже давно міститься в договорах. В останні роки вони були доповнені повноваженнями законодавчо забороняти дискримінацію за ознаками раси, релігії, інвалідности, віку та сексуальної орієнтації. Завдяки цим повноваженням ЄУ прийняла законодавство про статеву дискримінацію на робочому місці, вікову та расову дискримінацію.

### Право на неучасть

Держави, які беруть повну участь
Держава з правом на неучасть, яка може вибирати політику в кожному конкретному випадку
Держава з правом на неучасть

Данія та Ірландія мають право на неучасть у просторі свободи, безпеки та юстиції. У той час як Ірландія має дозвіл, який дозволяє їй брати участь у законодавстві в кожному конкретному випадку, Данія повністю знаходиться поза простором свободи, безпеки та юстиції. Данія, незважаючи на це, повністю імплементує Schengen acquis з 25 березня 2001 року, але на міжурядовій основі. Ірландія, у свою чергу, вийшла з Шенгенської зони, щоб зберегти Єдиний міграційний простір зі Сполученим Королівством через Північну Ірландію. Тим не менш, вона подала заявку на участь у положеннях про співпрацю поліції та судових органів Шенгенського acquis у червні 2000 року та отримала схвалення Рішенням Ради у 2002 році, хоча це не було реалізовано досі.
Незважаючи на право на неучасть у ПСБЮ, Данія бере участь через різні домовленості в усіх децентралізованих агенствах ПСБЮ, крім Європейського поліційного коледжу; паралельно Ірландія має домовленості про участь у всіх децентралізованих установах ПСБЮ, крім Frontex. Відповідно до вибору ПСБЮ, Данії та Ірландії заборонено приєднуватися до Європейської прокуратури, а Угорщина вирішила не брати участі.
Під час переговорів, що передували підписанню Лісабонського договору, Польща (і Сполучене Королівство на той час) забезпечила підписання протоколу до договору, який обмежує застосування Хартії основних прав Європейського Союзу в державі.
Сполучене Королівство мало право на неучасть, як і Ірландія, до свого виходу з ЄУ. У березні 1999 року вона подала заявку на участь у кількох сферах acquis Шенгенської угоди, включаючи положення про співробітництво між поліцією та судами. Їхнє прохання було схвалено Рішенням Ради в 2000 році і повністю виконано Рішенням Ради ЄУ, яке набуло чинности з 1 січня 2005 року.

## Організація

### Законодавча влада
Законодавчими органами ЄУ, які безпосередньо займаються питаннями ПСБЮ, є:
- Європейський парламент
  - Комітети Європейського парламенту
    - Комітет із громадянських свобод, юстиції та внутрішніх справ[en]
    - Комітет з юридичних справ[en]
    - Комітет із прав жінок та ґендерної рівності[en]

  - Секретаріат Європейського парламенту[en]
    - Генеральна дирекція внутрішньої політики Союзу
    - Генеральне управління безпеки
- Рада Європейського Союзу
  - Рада юстиції та внутрішніх справ[en]
  - Генеральний секретаріат Ради Європейського Союзу[en]
    - Генеральний директорат юстиції та внутрішніх справ[en] (JAI)
    - Генеральний директорат організаційного розвитку та послуг (ORG)

Секретаріати обох установ також мають споріднену структуру – Юридичну службу.

### Європейська комісія
Ця сфера входить до компетенції Європейського комісара з питань юстиції, Європейського комісара з питань рівности та Європейського комісара з внутрішніх справ. Вони займаються такими питаннями: громадянство ЄУ; боротьба з дискримінацією, наркотиками, організованою злочинністю, тероризмом, торгівлею людьми; вільне пересування людей, надання притулку та імміграція; судове співробітництво у цивільних та кримінальних справах; співробітництво поліції та митниці; і ці питання в країнах-кандидатах. Відповідними департаментами Європейської комісії є Генеральний директорат з питань правосуддя та захисту прав споживачів і Генеральний директорат з питань міграції та внутрішніх справ.
| EC DG                                                                 | Портфоліо                               | Ім'я            | Держава-член | Європейські партії | група EP |
| --------------------------------------------------------------------- | --------------------------------------- | --------------- | ------------ | ------------------ | -------- |
| Генеральний директорат з питань правосуддя та захисту прав споживачів | Європейський комісар з питань юстиції   | Дідьє Рейндерс  | Бельгія      | Партія ALDE        | Поновити |
| Генеральний директорат з питань правосуддя та захисту прав споживачів | Європейський комісар з питань рівности  | Хелена Даллі    | Мальта       | PES                | S&D      |
| Генеральний директорат з питань міграції та внутрішніх справ          | Європейський комісар з внутрішніх справ | Ільва Йоханссон | Швеція       | PES                | S&D      |

Крім того, інші члени ЄК контролюють служби та генеральні директорати Європейської публічної служби, які технічно не є частинами ПСБЮ, але пов’язані з нею тематично:
- Президент Європейської комісії
  - Генеральний секретаріат Європейської Комісії[en]
    - Союз громадян, охорони здоров’я, міграції та безпеки
      - Відділ громадян, рівності, демократії та верховенства права
      - Відділ міграції, кордонів і безпеки
      - Відділ імплементації та забезпечення виконання законодавства ЄУ

  - Генеральний директорат з питань юридичної служби[en]
- Європейський комісар з питань бюджету та адміністрації[en]
  - Генеральний директорат з питань людських ресурсів та безпеки[en]
- Єврокомісар з економіки
  - Європейське бюро по боротьбі з шахрайством

### Агентства, децентралізовані та корпоративні органи
Щонайменше десять децентралізованих агентств ЄУ були включені до сфери політики ПСБЮ:
- Європейський поліційний коледж
- Європол
- Євроюст
- eu-LISA[en]
- Фронтекс
- Агентство Європейського Союзу з наркотиків[en]
- Агентство Європейського Союзу з питань мережевої та інформаційної безпеки
- Агентство Європейського Союзу з питань притулку[en]
- Європейський інститут із ґендерної рівности
- Агентство з основоположних прав[en]

Три виконавчі агентства, засновані Європейською комісією, також активно працюють у цій сфері:
- Виконавче агентство Європейської дослідницької ради (сфера соціальних та гуманітарних наук)
- Європейське виконавче агентство з освіти та культури[en] (програма «Громадяни, рівність, права та цінності» або CERV)
- Європейський центр компетенції з кібербезпеки[en]

Існує також відповідний децентралізований незалежний орган:
- Прокуратура Європейського Союзу

Крім того, існують ще дві пов’язані між собою корпоративні організації:
- Управління європейських політичних партій та європейських політичних фундацій[en]
- Європейська рада із захисту даних[en]

### Інші інституції та органи
Інші інституції та органи ЄУ, безпосередньо залучені до цієї сфери, включають:
- Суд Європейського Союзу
- Європейський омбудсмен
- Європейський інспектор із захисту даних
- Офіс публікацій Європейського Союзу[en]

### Фінансування
- Фонди міграції та внутрішніх справ:
  - Фонд притулку, міграції й інтеграції[en]
  - Фонд внутрішньої безпеки
  - Фонд інтегрованого управління кордонами
- Фонди правосуддя та основних прав:
  - Фонд справедливости, прав і цінностей

## Критика
Була критика, що діяльність ЄУ надто зосереджена на безпеці, а не на правосудді. Наприклад, ЄУ створила Європейський ордер на арешт, але не має спільних прав для обвинувачених, заарештованих згідно з ним.

## Історія

### Походження (TREVI – Шенген – Дублін – Маастрихт)
Перші кроки у сфері безпеки та юстиції в рамках Європейських Спільнот (ЄС) почалися в 1975 році, коли була створена група TREVI, до складу якої входять міністри юстиції та внутрішніх справ держав-членів.
TREVI була міжурядовою мережею або форумом національних посадовців із міністерств юстиції та внутрішніх справ за межами ЄС, запропонована під час засідання Європейської Ради в Римі 1–2 грудня 1975 року. Він був офіційно оформлений у Люксембурзі 29 червня 1976 року на засіданні міністрів внутрішніх справ Європейської ради. Він припинив своє існування, коли був інтегрований до так званої системи юстиції та внутрішніх справ (JHA) Європейської Унії (ЄУ) після набрання чинности Маастрихтським договором у 1993 році.
Європейська рада в Римі, ст. 9 (Висновки наради, 2 грудня 1975 р.)
Перша зустріч TREVI на рівні високопосадовців відбулася в Римі, де розташований знаменитий фонтан Треві, і головував на зустрічі нідерландець на ім'я Жак Фонтейн (англійською мовою: Фонтан). У деяких французьких підручниках зазначено, що TREVI означає Terrorisme, Radicalisme, Extrémisme et Violence Internationale.
Створення TREVI було викликано декількома терористичними актами, зокрема захопленням заручників і подальшою різаниною під час Олімпійських ігор 1972 року в Мюнхені, а також нездатністю Інтерполу на той час ефективно допомагати європейським країнам у боротьбі з тероризмом. Хоча TREVI спочатку мав на меті координувати ефективні заходи боротьби з тероризмом між європейськими урядами, він повільно розширив свої повноваження на багато інших питань транскордонної поліцейської діяльності між членами Європейського співтовариства. Багато практик і значна частина структури колишньої Третьої опори походять від Треві.
Першою справжньою співпрацею було підписання Конвенції про імплементацію Шенгенської угоди в 1990 році, яка відкрила внутрішні кордони ЄС і створила Шенгенську зону. Паралельно Дублінська постанова сприяла співпраці поліції.

### Юстиція та внутрішні справи (Маастрихт – Амстердам)
Підвалина юстиції та внутрішніх справ (JHA) була створена на основі співпраці TREVI, згідно з Маастрихтським договором, щоб розвивати співпрацю у кримінальній та правосудній сферах без того, щоб країни-члени жертвували значною частиною суверенітету. До Маастрихтського договору країни-члени співпрацювали на міжурядовому рівні в різних секторах, пов’язаних із вільним пересуванням та особистою безпекою («група координаторів», CELAD, TREVI), а також у сфері митного співробітництва (GAM) і судової політики. Маастрихтський договір встановив, що, досягаючи цілей Унії, зокрема свободи пересування, держави-члени розглядають такі сфери спільних інтересів у сфері юстиції та внутрішніх справ:
1. Притулок;
2. Правила проїзду зовнішніх кордонів;
3. Імміграційна політика та політика щодо громадян третіх країн:
  - Умови в'їзду та пересування іноземних громадян на території Союзу;
  - Умови проживання іноземних громадян на території держав-членів, включаючи сім’ї та доступ до роботи;
  - Боротьба з нелегальною імміграцією, проживанням і роботою іноземців на території Союзу;
4. Боротьба з незаконними наркотиками, якщо це не охоплено пунктами 7), 8) і 9);
5. Боротьба з міжнародним шахрайством, якщо це не охоплено пунктами 7), 8) і 9);
6. Судова співпраця в цивільних справах;
7. Судова співпраця в кримінальних справах;
8. Митна співпраця;
9. Співпраця поліції для запобігання та боротьби з тероризмом, торгівлею наркотиками та іншими тяжкими формами міжнародної злочинности, включаючи, у разі необхідности, певні аспекти митного співробітництва.

Співпраця з Маастрихтом у сфері юстиції та внутрішніх справ спрямована на посилення дій, вжитих державами-членами, одночасно дозволяючи більш узгоджений підхід до цих дій, пропонуючи нові інструменти для координації дій. Рішення ухвалювалися одностайним голосуванням Ради без участі Європейського парламенту (на відміну від прийняття рішень у зонах Європейських Спільнот).
Підвалина юстиції та внутрішніх справ був організований на міжурядовій основі з невеликим залученням наднаціональних інституцій ЄУ, таких як Європейська комісія та Європейський парламент. Відповідно до цього підвалина ЄУ створила Європейський центр моніторингу наркотиків і наркоманії (EMCDDA) у 1993 році та Європол у 1995 році. У 1997 році ЄУ прийняла план дій проти організованої злочинности та заснував Європейський центр моніторингу расизму та ксенофобії (EUMC). У 1998 році була створена Європейська судова мережа у кримінальних справах (EJN).

### Співпраця поліції та судових органів у кримінальних справах та концепція простору свободи, безпеки та юстиції (Амстердам – Ніцца – Прюм – Лісабон)

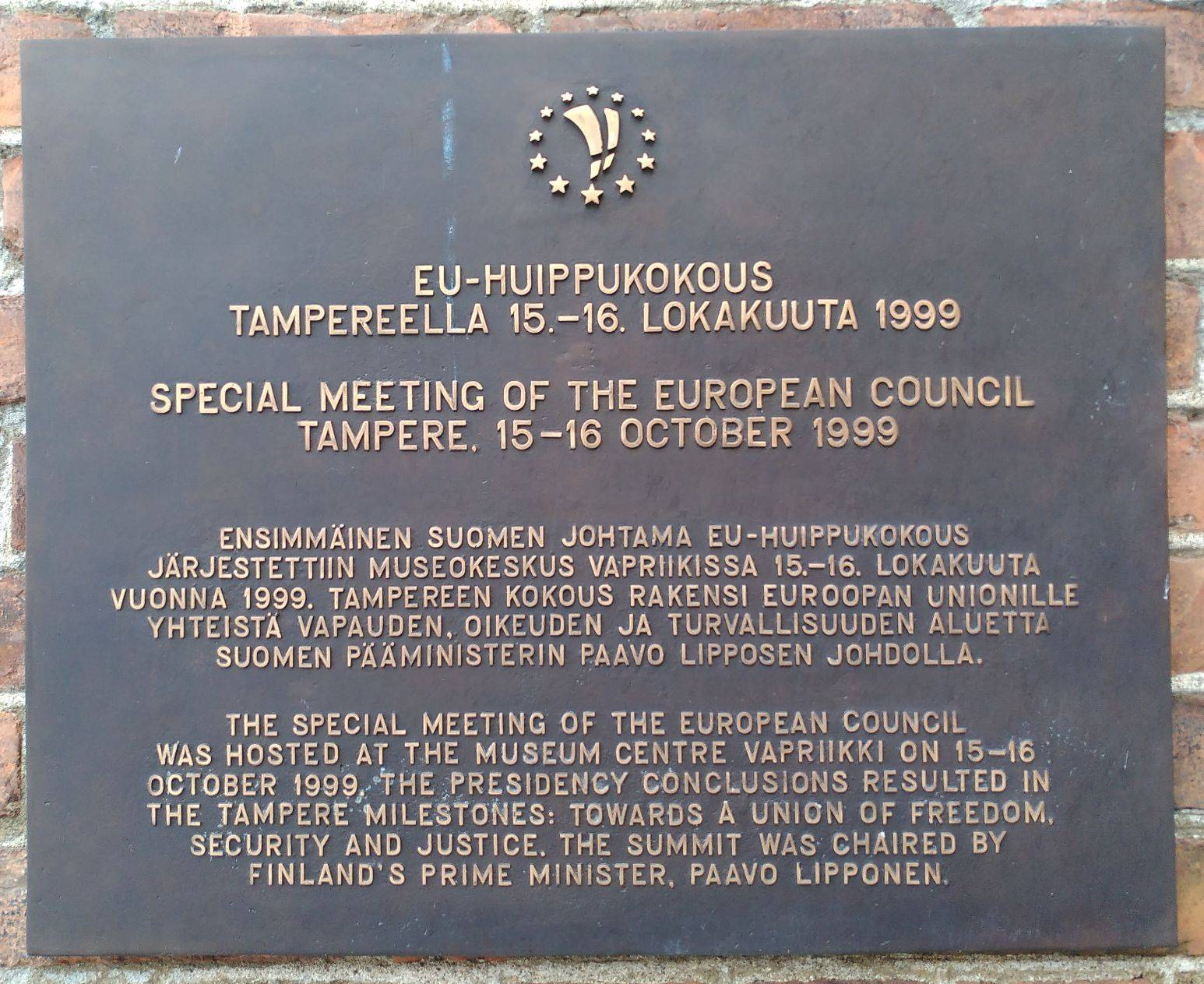
Меморіальна дошка на честь засідання Європейської ради 1999 року в Тампере.

Відповідно до Амстердамського договору сфери нелегальної імміграції, віз, надання притулку та судової співпраці у цивільних справах були передані з ЮВС до рівня Європейського Співтовариства, тоді як існуючу частину міжурядового 3-го стовпа було перейменовано на Співпраця поліції та судових органів у кримінальних справах (PJCC), щоб відобразити його скорочений обсяг. За цей час було досягнуто подальших успіхів. Також було створено Європейський поліцейський коледж (CEPOL).
Договір також був першим правовим актом, який запровадив концепцію простору свободи, безпеки та юстиції, заявивши, що ЄУ повинна «підтримувати та розвивати Унію як простір свободи, безпеки та юстиції, у якій забезпечується вільне пересування людей у поєднанні з відповідними заходами щодо контролю зовнішніх кордонів, надання притулку, імміграції та запобігання та боротьби зі злочинністю». Перша робоча програма, яка вводить це положення в дію, була узгоджена в Тампере, Фінляндія, у жовтні 1999 року. Згодом Гаазька програма, узгоджена в листопаді 2004 року, встановила подальші цілі, які мають бути досягнуті між 2005 і 2010 роками.
Ніццький договір закріпив Євроюст серед договорів ЄУ, а в 2001 і 2002 роках були створені Євроюст, Eurodac, Європейська судова мережа з цивільних і комерційних справ (EJNCC) і Європейська мережа запобігання злочинности (EUCPN). У 2004 році ЄУ призначив антитерористичного координатора у відповідь на вибухи в потягах у Мадриді 2004 року, і Європейський ордер на арешт (узгоджений у 2002 році) набув чинности.
У 2005 році Прюмська конвенція була прийнята Австрією, Бельгією, Францією, Німеччиною, Люксембургом, Нідерландами та Іспанією в місті Прюм у Німеччині, і вона була відкрита для всіх членів Європейської Унії, 14 з яких наразі є сторонами. Її мета полягала в тому, щоб дозволити підписантам обмінюватися даними щодо ДНК, відбитків пальців і реєстрації транспортних засобів відповідних осіб, а також співпрацювати проти тероризму. Вона також містить положення про розгортання озброєних маршалів на польотах між державами-підписантами, спільне поліцейське патрулювання, вхід (озброєних) поліцейських сил на територію іншої держави для запобігання безпосередній небезпеці (переслідування по гарячих слідах), а також співпрацю у випадку масових подій або катастроф. Крім того, поліцейський, відповідальний за операцію в штаті, може, в принципі, вирішити, до якої міри поліцейські сили інших штатів, які брали участь в операції, можуть використовувати свою зброю або виконувати інші повноваження.
У 2006 році розлив токсичних відходів біля узбережжя Кот-д'Івуару з європейського судна спонукав Комісію вивчити законодавство проти токсичних відходів. Комісар з довкілля Ставрос Дімас заявив, що «такі високотоксичні відходи ніколи не повинні були залишати Європейську Унію». Оскільки в таких країнах, як Іспанія, навіть немає закону проти транспортування токсичних відходів, Франко Фраттіні, комісар з питань юстиції, свободи та безпеки, запропонував разом з Дімасом створити кримінальні вироки за «екологічні злочини». Його право робити це було оскаржено в 2005 році в Суді ЄУ, що призвело до перемоги комісії. Це рішення створило прецедент, згідно з яким комісія на наднаціональному рівні може видавати закони у кримінальному праві. Однак поки що єдиним іншим використанням була директива про права інтелектуальної власности. До Європейського парламенту були внесені пропозиції проти цього закону на підставі того, що кримінальне право не повинно бути компетенцією ЄУ, але вони були відхилені під час голосування. Однак у жовтні 2007 року Суд постановив, що комісія не може запропонувати, якими можуть бути кримінальні санкції, лише те, що вони повинні бути.
Деякі з положень Прюмської конвенції, що належать до колишнього третьої підвалини ЄУ, пізніше були включені до положень законодавства Європейської Унії про співпрацю між поліцією та судами Рішенням Ради 2008 року, яке зазвичай називають Прюмським рішенням. Він передбачає співпрацю між правоохоронними органами у кримінальних справах, пов’язаних насамперед з обміном відбитками пальців, ДНК (обидва за принципом збігів без збігів) і даними реєстрації власників транспортних засобів (прямий доступ через систему EUCARIS). Положення щодо обміну даними мають бути запроваджені у 2012 році. Решта положень Конвенції, що підпадають під колишній третій стовп, ще не прийняті до законодавства ЄУ.

### Простір свободи, безпеки та юстиції (Лісабон і опісля)
Лісабонський договір 2009 року скасував структуру підвалин, об’єднавши сфери, розділені Амстердамським договором. І існуючі міжурядові сфери (ПСБЮ), і ті, що були передані з JHA до Спільноти, були знову об’єднані, щоб сформувати єдину прUAр свободи, безпеки та юстиції реформованої Європейської Унії, таким чином перетворивши концепцію на політичну сферу, повністю підпорядковану як методу прийняття рішень спільнотою, так і судовій компетенції Суду, з подальшим прийняттям відповідного законодавства в будь-якому випадку шляхом спільного голосування Ради з ЄУ кваліфікованою більшістю та Європейським парламентом. Хартія основоположних прав також набула юридичної сили, а Європол був включений у правові рамки ЄУ. Коли Лісабонський договір набув чинности, Європейська Рада прийняла Стокгольмську програму, яка передбачає дії ЄУ щодо розвитку території протягом наступних п’яти років. З посиленням повноважень згідно з Лісабоном друга комісія Баррозу створила спеціалізованого комісіонера з питань юстиції (раніше поєднуваного з безпекою в одному портфелі), який зобов’язує країни-члени надавати звіти про виконання ними Хартії основних прав. Крім того, комісія висуває пропозиції щодо загальних прав обвинувачених (таких як переклад), мінімальних стандартів умов ув’язнення та забезпечення належного догляду за жертвами злочинів, де б вони не були в ЄУ Це має на меті створити загальну судову територію, де кожна система може бути впевнена в тому, що довіряє одна одній.
Прикордонне агентство Frontex, яке відповідає за нагляд за безпекою зовнішніх кордонів ЄУ, було оновлено. Цей реформований орган, який тепер називається Європейським агентством прикордонної та берегової охорони, передбачає наявність групи озброєних охоронців із різних держав-членів ЄУ, які можуть бути направлені до країн ЄУ за три дні до цього. Європейське агентство з прикордонної та берегової охорони виконує більшу функцію нагляду. Прикордонні служби приймаючих країн все ще зберігають повсякденний контроль, а персонал нового агентства повинен підкорятися керівництву країни, де вони дислоковані. Однак втручання іноді відбувається всупереч бажанню приймаючої країни. Вони включають такі випадки, як «непропорційний міграційний тиск», що виникає на кордоні країни. Щоб таке втручання відбулося, нове прикордонне відомство має отримати згоду Європейської комісії. Прикордонникам дозволено носити зброю. Агентство також може придбати власний запас патрульних кораблів і гелікоптерів.

## Перспективи
Зростаюча роль Європейської Унії в координації політики внутрішньої безпеки лише частково охоплюється розглядом політики у сфері свободи, безпеки та юстиції. Серед інших (колишніх) підвалин ЄУ можна знайти ініціативи, пов’язані з продовольчою безпекою, безпекою здоров’я, захистом інфраструктури, боротьбою з тероризмом та енергетичною безпекою. Було введено нові перспективи та концепції для вивчення ширшої ролі ЄУ у внутрішній безпеці, наприклад, «простір політики захисту» або внутрішнє «управління безпекою». Крім того, співпраця ЄУ, яка не охоплюється обмеженою лінзою простору свободи, безпеки та юстиції, а саме співпраця ЄУ під час термінових надзвичайних ситуацій і складних криз, приділяє все більше уваги.